# Сухий Кагамлик
Сухи́й Кагамли́к (також вживається Кагамли́к) — річка в Україні, у межах Семенівського, Глобинського та Кременчуцького районів Полтавської області. Ліва притока Дніпра.

## Опис
Довжина річки 87,1 км (за іншими даними — 56 км), площа басейну 564 км². Долина маловиразна. Річище помірно звивисте, дно замулене. Найбільша ширина річища 94 м, ширина заплави 0,6 км. Похил річки 0,52 м/км. Споруджено декілька ставів. Сучасний стан річки Сухий Кагамлик має яскраво виражений урбанізований характер.

## Географія протікання
Бере початок за 1,5 км на схід від села Єгорівки. Тече переважно на південь, біля села Опришок повертає на південний захід, у межах міста Кременчука повертає на захід і з'єднується з річкою Кривою Рудою.
Відмітка початку річки 96,20 м гирла 64,00 м.

## Походження назви
Назва річки має тюркське походження. Зазвичай її трактують як «заросле зникле озеро» та «сире заболочене місце». Вперше згадується в 1671 році. Одна з гіпотез походження назви — від тюркського «каган». Каган — найвищий титул ватажків у давніх тюркських племен. Каганами також називали хозарських ханів і управителів окремих адміністративних одиниць. В перекладі з кримськотатарської «kögemlik» (кёгэмлык) означає зарості терну.

## Річка у місті Кременчуці
Сухий Кагамлик протікає в північній частині міста. Після Німецько-радянської війни під час забудови Кременчука Сухий Кагамлик і Крива Руда, з якою він зливався, були на території міста частково засипані землею, частково взяті у труби. На берегах влаштовані відстійники стічних вод.
Річка на території «Міського саду» закрита у трубу діаметром 2 метри.
Довжина річки на території Кременчука 16,7 км, у тому числі Крива Руда 4,7 км.
У 2013 році на засіданні сесії Полтавської обласної ради було прийняте рішення про створення у межах Кременчука регіонального ландшафтного парку «Кагамлицький» площею 28,15 га.

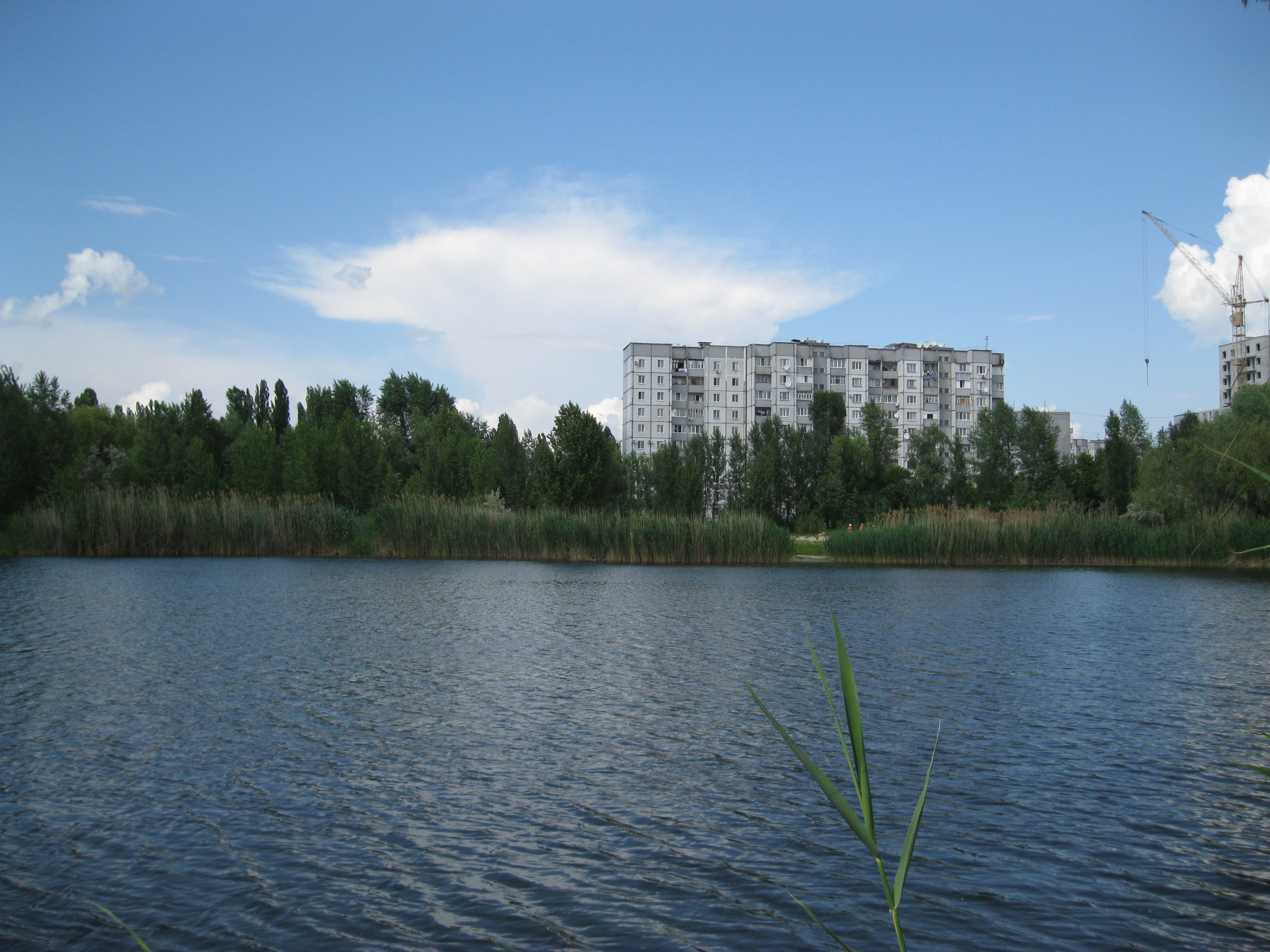
Регіональний ландшафтний парк «Кагамлицький»
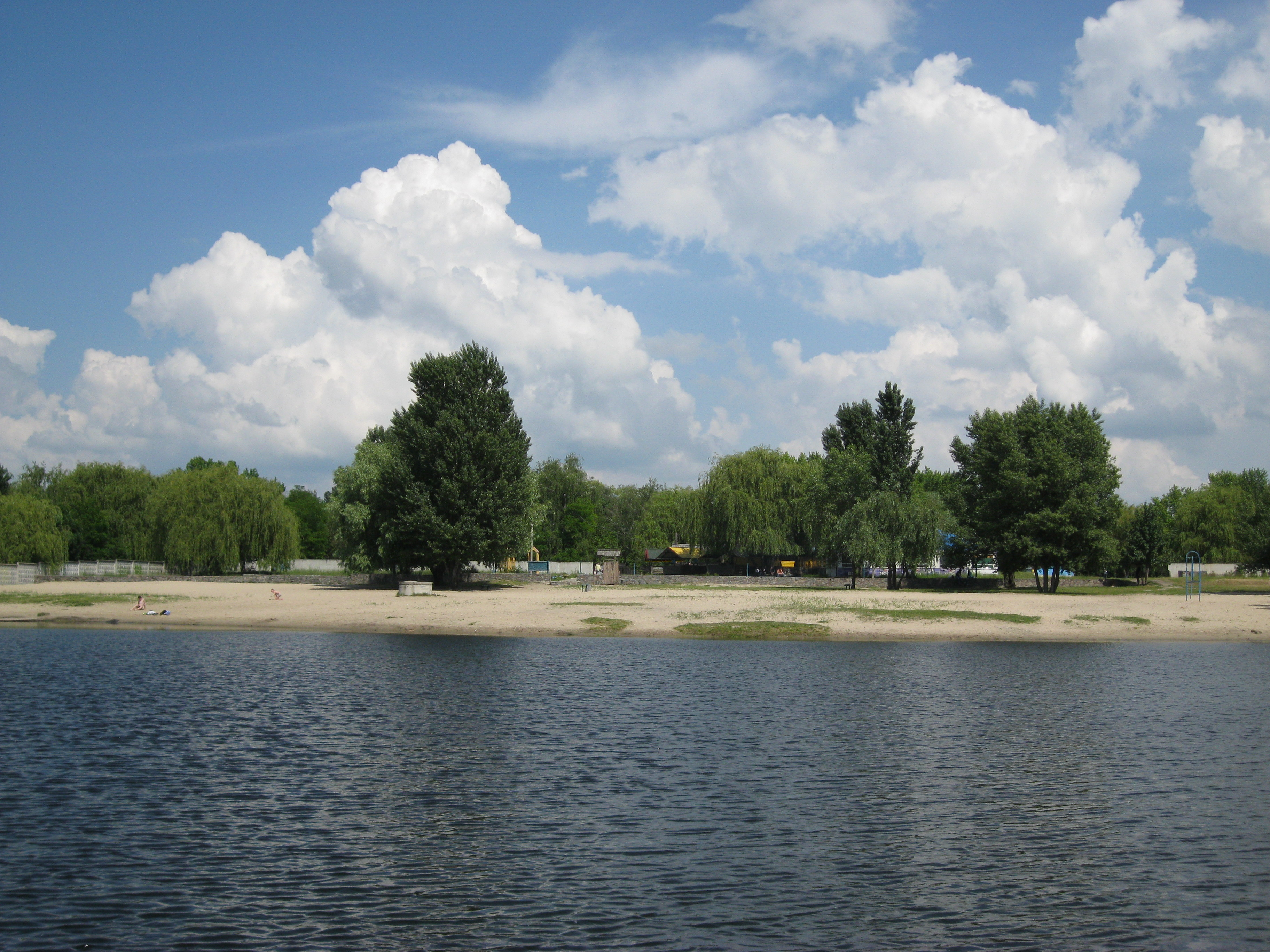
Вид з правого берега на пляж у парку Воїнів-Інтернаціоналістів
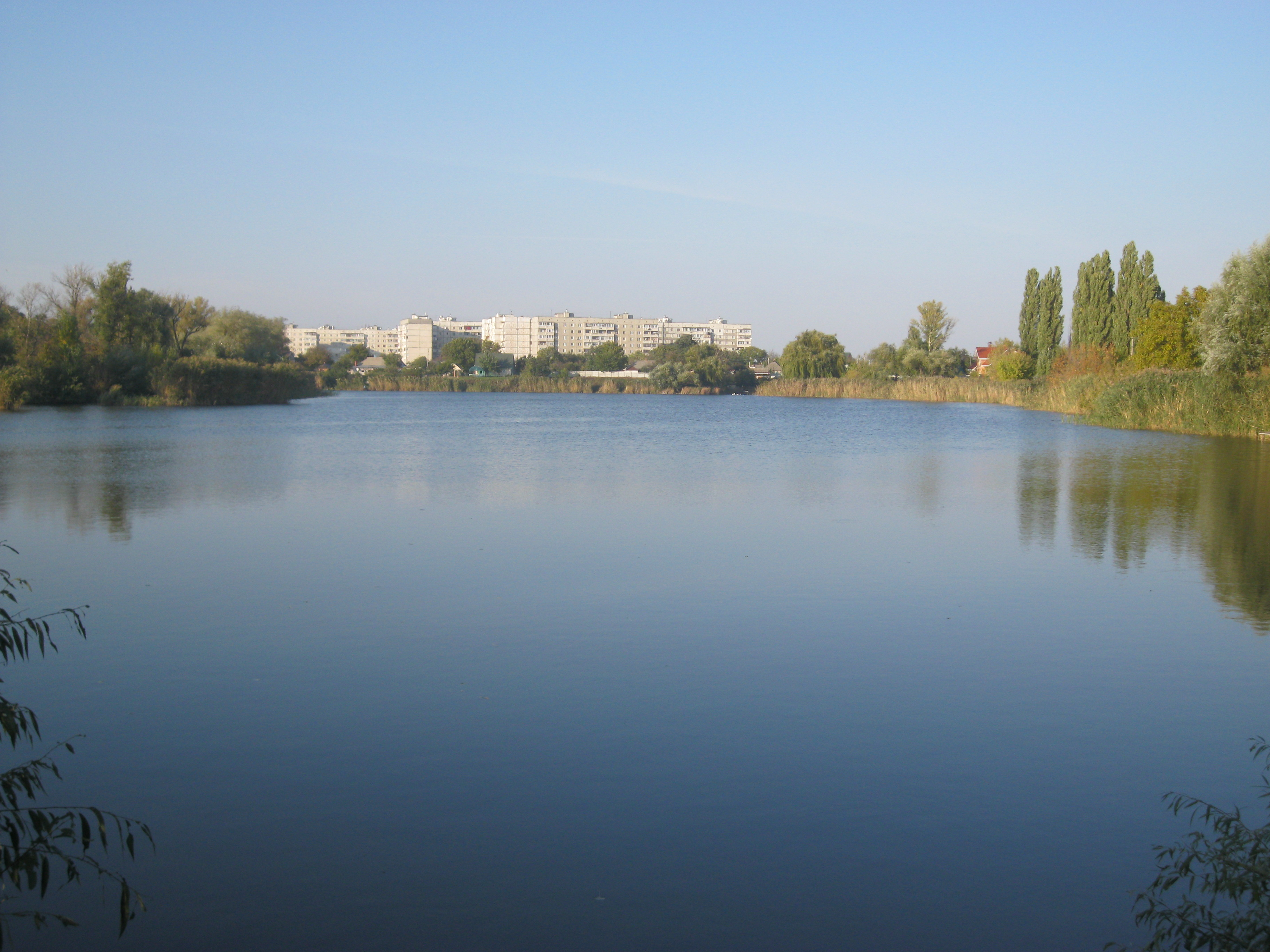
Вид з дамби на Полтавському проспекті

## Інші населені пункти
На берегах Кагамлика розташовані села: Устимівка, Герасимівка Семенівського району, Коломицівка, Жуки, Опришки, Пироги, Яроші, Устимівка, Набережне, Бабичівка, Погреби Глобинського району, Коржівка, Миловидівка, Гориславці, Олефірівка, Вільна Терешківка та Нова Знам'янка Кременчуцького району.

## Екологія
Санстанція в червні 2009 року відібрала проби води у Сухому Кагамлику в районі парку Воїнів-інтернаціоналістів. Вміст кишкової палички за рівнем гранично допустимої концентрації становив 6200 за норми — 5000. Купатися у такій воді заборонено.